# Тринус, Фёдор Петрович
Фёдор Петрович Тринус (25 февраля 1924, Любар, Волынская губерния — 23 мая 2013) — советский и украинский учёный в области токсикологии и фармакологии, член-корреспондент Академии медицинских наук Украины (избран 5 апреля 1993 года по специальности токсикология, член-корреспондент РАМН (1984), член-корреспондент HAH Украины (1992), доктор медицинских наук (1965), профессор (1969), лауреат Государственной премии УССР в области науки и техники (1976). Заслуженный деятель науки и техники УССР (1981), Главный научный сотрудник, заведующий отделом противовоспалительное и анальгезирующее средств Института фармакологии и токсикологии АМН Украины (1987). Участник Великой Отечественной войны.

## Биография
Фёдор Петрович Тринус родился 25 февраля 1924 года в селе Старый Любар Житомирской области в многодетной семье. Его родители, Петр Васильевич и Анастасия Павловна вырастили и воспитали семерых детей.
В 1941 году Фёдор Петрович окончил Житомирскую фармацевтическую школу. Работал в сельской аптеке, впоследствии стал начальником аптеки в г. Романов.
Участник Великой Отечественной войны, он участвовал в партизанском движении, неоднократно отличался при выполнении заданий командования, во время одного из них был тяжело ранен.
В 1952 году окончил Киевский медицинский институт (ныне Национальный медицинский университет имени А. А. Богомольца) с красным дипломом. В этом же институте на кафедре фармакологии, прошёл путь от аспиранта (1952) до доктора медицинских наук (1965). Его научным руководителем был академик А. И. Черкес.
С 1965 года Фёдор Петрович Тринус руководил лабораторией фармакологии Научно-исследовательского института фармакологии и токсикологии, а в 1968—1987 годах был директором этого института.
С 1987 года заведовал отделом Института фармакологии и токсикологии Академии медицинских наук Украины. В разные годы возглавлял Республиканскую проблемную комиссию «Фармакология», Украинское научное общество фармакологов,  Межведомственную секцию Академии наук и МОЗ Украины по лекарственным препаратам. Был главным токсикологом Украины, главным научным сотрудником Государственного фармакологического центра, заместителем председателя и членом президиума ученого медицинского совета МЗ Украины, членом-корреспондентом трех академий наук, членом редакционного совета двух журналов, членом Специализированного совета при Институте фармакологии и токсикологии Академии медицинских наук Украины.
Фёдор Петрович Тринус скончался 23 мая 2013 года в возрасте 89 лет.

## Научная деятельность
В 1956 году Фёдор Петрович защитил кандидатскую диссертацию, которая была посвящена изучению преобразований сульфаниламидов в организме при различных уровнях обмена веществ.
В дальнейшем Ф. П. Тринус  занимался проблемами механизмов действия сосудистых средств. Исследования в этом направлении нашли свое отражение в его докторской диссертации (1965) и многих публикациях. В 1969 году получил учёное звание профессора.
В 70-х годах под руководством Ф. П. Тринуса развивается один из разделов токсикологии — антидотология. На основе фундаментальных исследований были определены перспективные пути поиска средств фармакотерапии интоксикаций, разработан и внедрен в медицинскую практику оригинальные антидотные средства — антициан и фицилин, созданы схемы лечения интоксикаций, разработана новая классификация антидотов. Продолжались работы по изучению тонких механизмов действия и поиск противоопухолевых средств среди алкиляторов и других классов химических соединений. За эти работы Ф. П. Тринусу вместе с группой сотрудников Института была присуждена Государственная премия УССР в области науки и техники (1976).
Ф. П. Тринусом были начаты исследования по фармакологии нестероидных противовоспалительных средств.
В течение многих лет Ф. П. Тринус возглавлял Всесоюзную проблемную комиссию по фармакологии новых противовоспалительных средств. Достижением этого периода было создание и внедрение новых активных антифлогистиков (мефенаминовая кислота, мефенамина натриевая соль, пиримидант, амизон).
Ф. П. Тринус имел 165 авторских свидетельств и 5 патентов на изобретения, является автором около 400 научных работ, среди них монографии на русском языке «Нестероидные противовоспалительные средства» (1975), «Фармакологическая регуляция воспаления» (1987), «Фармакотерапевтический справочник», который выдержал 9 изданий.
Учеников профессора Ф. П. Тринуса являются 10 докторов и 16 кандидатов медицинских наук.

## Награды и звания
- Орден «Октябрьской революции»
- Орден «Отечественной войны» I степени
- Орден «Знак Почета»
- 9 медалей, включая «За отвагу» и «Защитнику Отечества»
- Заслуженный деятель науки и техники УССР (1981)
- Государственная премия УССР в области науки и техники (1976).

## Труды
- Фармакологический справочник. М., 1998.
- Нестероидные противовоспалительные средства: Монография. К., 1975.
- Фармакологическая регуляция воспаления: Монография. К., 1975.
- Методические рекомендации по экспериментальному (доклиническому) изучению нестероидных противовоспалительных фармакологических веществ / Ф. П. Тринус, Б. М. Клебанов, В. И. Кондратюк. — М., 1983. — 16 с.
- Методы скрининга фармакологического изучения противовоспалительных, анальгезирующих и жаропонижающих средств: Метод. указания. — К., 1983. — 27с.
- Квантово-хімічний аналіз механізму дії неопіатного анальгетика «Амізон» // Журнал АМН України. — 2001, Т. 7. — № 2 (співавт.)
- Фармакокінетика і фармакодинаміка нового неопіоїдного анальгетика піродазолу при в/м введенні // Ліки. — 2002. — № 5-6 (співавт.).